# Pókfoci
Pókfoci è un film del 1977 diretto da János Rózsa.